# Phalera bucephaloides
Phalera bucephaloides is een vlinder uit de familie tandvlinders (Notodontidae). De wetenschappelijke naam is voor het eerst geldig gepubliceerd in 1810 door Ochsenheimer.
De soort komt voor in Europa.